# Lésignac-Durand
Lésignac-Durand é uma comuna francesa na região administrativa da Nova Aquitânia, no departamento de Charente. Estende-se por uma área de 19,74 km². Em 2010 a comuna tinha 186 habitantes (densidade: 9,4 hab./km²).